# Otwarte zasoby edukacyjne

Polska wersja światowego logo

Otwarte zasoby edukacyjne (OZE) (ang. Open Educational Resources, OER) – wspólna nazwa dla wszelkich zasobów edukacyjnych, do których istnieje w pełni otwarty dostęp dzięki objęciu ich wolnymi licencjami lub przeniesieniu do domeny publicznej i udostępnieniu za pomocą dowolnych technologii informacyjnych i komunikacyjnych.

## Historia
Termin ten został stworzony na zebraniu UNESCO w 2002, na którym uczestnicy wyrazili swoje życzenie stworzenia wspólnie uniwersalnych zasobów edukacyjnych dostępnych dla całej ludzkości i nadzieję, że to otwarte źródło w przyszłości zmobilizuje całą światową społeczność nauczycieli.
Od tego czasu ruch OER stopniowo rozwijał się na całym świecie, np. Narodowa Komisja Wiedzy rządu Indii stworzyła program mający na celu adaptację i zastosowanie materiałów OER w indyjskich instytucjach edukacyjnych. W 2007 w Kapsztadzie powstała nieformalna koalicja organizacji tworzących treści OER, która została zawiązana poprzez wspólne podpisanie tzw. Deklaracji kapsztadzkiej dokładnie definiującej na nowo znaczenie tego terminu. Ze strony polskiej deklarację tę współtworzył i podpisał Jarosław Lipszyc z Fundacji Nowoczesna Polska.
Idea budowania otwartych zasobów edukacyjnych wyrosła na idei open access (OA), która rozwija się od początku lat 90. w ramach Open Access Movement. Ruch Otwartej Nauki walczy o otwarty dostęp do publikacji naukowych, co wyraża się głównie poprzez publikowanie w czasopismach oraz repozytoriach, które udostępniają treści naukowe w Internecie. Przykładem wydawcy publikującego czasopisma naukowe na wolnych licencjach jest Public Library of Science. Działania na rzecz wspierania tego rodzaju czasopism i wydawnictw są prowadzone m.in. przez organizacje i osoby, które podpisały w 2003 tzw. Deklarację berlińską zainicjowaną przez niemieckie Towarzystwo Maxa Plancka.

## OZE w Polsce
3 października 2006, w ramach projektu Opracowanie programów nauczania na odległość na kierunku studiów wyższych – Informatyka, przy Wydziale Matematyki, Informatyki i Mechaniki i Centrum Otwartej Multimedialnej Edukacji Uniwersytetu Warszawskiego, został oddany do użytku serwis Ważniak. Serwis ten wprawdzie jest bezpłatnie dostępny do czytania dla każdego, ale brak jest w nim informacji o warunkach redystrybucji i powtórnego użycia, w związku z czym nie spełnia warunków zawartych w Deklaracji kapsztadzkiej.
W 2008 r. została powołana nieformalna Koalicja Otwartej Edukacji, która zawiązały 4 organizacje: Stowarzyszenie Bibliotekarzy Polskich, ICM UW / CC-Polska, Fundacja Nowoczesna Polska oraz Stowarzyszenie Wikimedia Polska. W czerwcu 2015 roku Koalicja składała się z 32 organizacji. 23 kwietnia 2009 Koalicja zorganizowała konferencję „Otwarte zasoby edukacyjne w Polsce” w Sali Kolumnowej polskiego sejmu pod patronatem marszałka sejmu, z udziałem m.in. polskich parlamentarzystów, przedstawicieli ministerstw oraz gości zagranicznych (UNESCO, Connexions).
8 stycznia 2010 roku Akademia Górniczo-Hutnicza im. Stanisława Staszica w Krakowie uruchomiła serwis Open AGH, gdzie pracownicy, doktoranci i studenci AGH dzielą się opracowanymi zasobami edukacyjnymi. Serwis ten działa w oparciu o licencję Creative Commons-Uznanie autorstwa-Użycie niekomercyjne-Na tych samych warunkach 3.0 Polska (CC-BY-SA-NC PL 3.0)
W 2012 r. został uruchomiony rządowy program „Cyfrowa szkoła” w ramach którego tworzone są również E-podręczniki, które mają zostać udostępnione na licencji Creative Commons – Uznanie Autorstwa 3.0. Projekt ten spotkał się z krytyką środowiska tradycyjnych wydawców podręczników szkolnych.

## Stan zasobów

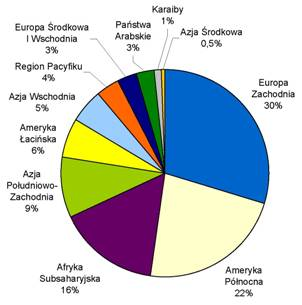
% udział państw w tworzeniu zasobów OER (według raportu OECD z 2007 r.)

Badania przeprowadzone w 2007 r. na zlecenie OECD Giving Knowledge for Free: the emergence of Open Educational Resources wykazały, że w skali świata, ponad 3000 kursów z ponad 300 uniwersytetów było dostępnych na zasadach zgodnych z definicją OER.

### Przykłady zasobów OER
- MIT OpenCourseWare – tworzony przez Massachusetts Institute of Technology[14]
- OpenLearn – platforma teleedukacyjna Open University z Wielkiej Brytanii[15].
- Free High School Science Texts, University of Cape Town, RPA[16]
- Projekt Connexions – Uniwersytet Rice, Teksas, USA[17].
- Projekty Center for Open and Sustainable Learning (COSL) Uniwersytetu Stanowego Utah, USA[18].
- Projekty The Institute for the Study of Knowledge Management in Education (ISKME), Kalifornia, USA[19],
- Projekty Wikimedia Foundation
- Projekty tworzone w ramach Fundacji Nowoczesnej Polski[20]
- Biuletyn EBIB[21] wydawany przez Stowarzyszenie EBIB
- Polskojęzyczne projekty Wikimedia
- Open AGH – repozytorium otwartych zasobów edukacyjnych przygotowanych przez pracowników, doktorantów i studentów Akademii Górniczo-Hutniczej w Krakowie
- oze.pwr.edu.pl. oze.pwr.edu.pl. [zarchiwizowane z tego adresu (2021-05-25)]. – Otwarte Zasoby Edukacyjne Politechniki Wrocławskiej
- Polskie Biblioteki Cyfrowe. fbc.pionier.net.pl. [zarchiwizowane z tego adresu (2009-07-12)].
- Polskie repozytoria otwarte
- Otwarte zasoby edukacyjne UMK. portal.umk.pl. [zarchiwizowane z tego adresu (2013-10-16)].
- Inne projekty otwarte